# 北村俊之
北村 俊之（きたむら としゆき、1962年 - ）は、日本の登山家、山岳ガイド。

## 概要
1962年、東京都に生まれる。小学校より野外活動、登山に親しむ。早稲田大学入学後、学内クラブおよび社会人山岳会で本格的登山に取り組む。1985年早稲田大卒業後、日本石油に就職。大学時代のクラブや社会人山岳会で本格的に登山に取り組み、1993年に日本石油を退社。
その後ブロードピーク三山無酸素アルパインスタイル縦走、ナンガパルバット登頂（個人隊）、チョ・オユー無酸素単独登頂など、8000m峰7座登頂(うち4座無酸素)を果たした。2004年に国際山岳ガイド資格取得。毎年世界の高峰山岳ガイドを行う。海外ガイド歴は、アコンカグア、ペルーアンデス、キリマンジャロ、マナスル等。
2007年4月撮影開始、2009年6月公開された映画「劒岳 点の記」では多賀谷治らとともに山岳ガイドを務めた。
2012年4月に立山連峰、雄山(3,003m)東側の御前沢雪渓と剱岳(2,999m)近くの小窓、三ノ窓雪渓で｢日本初の氷河｣認定されたが、福井幸太郎らが実施したその調査にあたり、2009年夏から2011年秋にかけて約20回以上の調査の8割程度に同行して支援した。
現在、立山ガイド協会所属、UIAGM国際山岳ガイド、日本山岳ガイド協会認定ガイド、日本山岳ガイド協会ガイド資格検定員担当、国立登山研修所講師、総合旅程管理主任者。
札幌、金沢を経て、1993年より富山県立山町在住。

## 経歴
- 1962年 - 東京都に生まれる。
- 1985年3月 - 早稲田大学卒業
- 1985年4月 - 株式会社日本石油入社。
- 1993年 - 株式会社日本石油退社。
- 1995年7月20日 - ブロード・ピーク(8,047m/パキスタン)3峰アルパインスタイル無酸素縦走。(戸高雅史,北村俊之,服部徹)
- 1996年10月19日 - パサム・ラム・チュルリー峰(未踏峰/7,350m/ネパール)初登頂。 (大阪山の会パサム・ラム・チュリー峰7350m登山隊'96秋:谷口守,北村俊之)[2]
- 1997年5月31日 - ダウラギリI峰(8,167m/ネパール)無酸素登頂。(ガイアアルパインクラブ隊:小西浩文,北村俊之)[3]
- 1997年7月16日 - ガッシャーブルムI峰(8,068m/パキスタン)無酸素登頂。(ガイアアルパインクラブ隊:小西浩文,北村俊之)[3]
- 1998年8月6日 - ナンガパルバット(8,126m/パキスタン)登頂（個人隊）。[4]
- 1999年10月1日 - チョ・オユー[南西壁](8,501m/チベット)単独無酸素登頂。
- 2003年10月14日 - シシャパンマ中央峰(8,008m/チベット)登頂。(日本山岳会東海支部隊:田辺治,鈴木正典,北村俊之,山本茂久,千田敦司)
- 2004年 - UIAGM国際山岳ガイド取得
- 2005年1月19日 - アコンカグア(6,960m/アルゼンチン)ガイド登頂。(北村俊之,佐伯千尋)[5]
- 2006年8月8日 - アララット山(5,165m/トルコ)ガイド登頂。(アトラストレック隊:北村俊之他)[6]
- 2007年 - 映画「劒岳 点の記」山岳ガイド。
- 2009年 - 立山連峰氷河調査に参加。[7][8]
- 2013年10月2日 - マナスル(8,163m/ネパール)ガイド登頂。(アドベンチャーガイズ隊:北村俊之他)
- 2014年 - デナリ(6190.4m/アラスカ)ガイド隊参加
- 2014年7月26日 - ガッシャーブルムII峰(8,035m/パキスタン)ガイド登頂。(アドベンチャーガイズ隊:北村俊之,近藤謙司他)[9]
- 2014年10月3日 - マナスル(8,163m/ネパール)ガイド登頂。(アドベンチャーガイズ隊:北村俊之,竹内洋岳他)

## TV映画出演等
- 2004年11月6日 NHK 『絶壁～山岳警備隊・疾走る ～』 登山救助指導
- 2009年6月20日公開 東映映画 『劒岳 点の記』 山岳ガイド
- 2011年10月7日 BSフジ『絶景百名山』第10回「剱岳・秋」[10]

## 関連書籍
- 橋本廣著「富山ヒマラヤ百年の記録」(2001/12,北日本新聞社) ISBN 978-4906678594